# 桑迪 (犹他州)
桑迪（英文：Sandy），是美国犹他州盐湖县下属的一座城市。建市于 1871年，面积大约为22.88平方英里（59.3平方公里），海拔约为4,450英尺（1,360米）。根据2010年美国人口普查，该市有人口87,461人。